# Ridderorden in Honduras
Na de onafhankelijkheid van Spanje en een kortstondig samenwerkingsverband binnen de Verenigde Staten van Centraal-Amerika (Spaans: República Federal de Centroamérica) en met het buurland Guatemala werd Honduras een onafhankelijke staat. De Hondurese regeringen hebben een aantal ridderorden en onderscheidingen ingesteld.
- De Orde van Santa-Rosa en de Beschaving van Honduras (Spaans: "(1868-1901)
- De Orde van Morazán (Spaans: Orden del Morazán) 1941
- De Orde José Cecilio del Valle (Spaans: Orden José Cecilio del Valle) 1957
- De Orde van Burgerlijke Verdienste